# Morven (Géorgie)
Pour les articles homonymes, voir Morven.
Morven est une ville américaine située dans le comté de Brooks, en Géorgie. Selon le recensement de 2020, sa population est de 506 habitants.